# Serenity (película de 2005)
Serenity es una película estadounidense de 2005, de los géneros de ciencia ficción y wéstern, dirigida por Joss Whedon y adaptada de la serie de televisión Firefly. 
El filme se estrenó en Estados Unidos el 30 de septiembre del 2005 a través de Universal Pictures. Recibió críticas favorables y abrió en la taquilla en segundo lugar, recabando US $10.1 millones en su primer fin de semana, pasando dos semanas en la lista de las 10 cintas más taquilleras, y totalizando un ingreso estadounidense de US $25.5 millones y US $13.3 millones fuera de los Estados Unidos.
Serenity ganó los premios por mejor film del año de Film 2005 y FilmFocus. También ganó como "Mejor Sci-Fi" por IGN Film, "Mejor historia" y "Mejores avances" y finalista por "Mejor cinta". Además ganó el Premio Nébula al mejor guion del 2005, el título de mejor película de ciencia ficción del 2005 en la séptima entrega anual de 'User Tomato Awards' en Rotten Tomatoes, el Spacey Award en el 2006 por mejor película, el Premio Hugo por mejor presentación dramática del 2006 en formato largo y el Prometheus Award.
Entre los fanes, la cinta se conoce comúnmente como la "Big Damn Movie" o "BDM" (abreviada), en referencia a la línea de diálogo del episodio "Safe" de la serie Firefly en el que Mal y Zoe se llaman a sí mismos "big damn heroes" después de rescatar a River y Simon. Serenity es la excepción a la regla en la industria, donde series canceladas de televisión raramente continúan con vida adaptadas a la pantalla grande.
Situada en el universo ficticio de la cancelada serie televisiva de FOX Firefly, la historia toma lugar aproximadamente dos meses después de los eventos del episodio final. En el filme, Mal dice que Simon y River han estado en la nave por ocho meses. En el episodio "Trash" de Firefly, Mal dice que él encontró a Saffron por vez primera "como medio año atrás". Por ello, sólo dos meses pudieron haber pasado entre el final de la serie y el comienzo del filme.

## Argumento
500 años en el futuro, Serenity es la historia de un capitán y tripulación, de una nave de carga y transporte de mercadería entre planetas de un sistema solar lejano, llevando contrabando, armas y dinero, operando al margen de la ley para sobrevivir. 
El capitán y la segunda al mando son veteranos de la Guerra de Unificación de los planetas de un sistema solar lejano, habiendo peleado del lado que fue vencido por la Alianza, sus vidas de criminales menores son interrumpidas por una pasajera psíquica quien guarda un peligroso secreto y es perseguida por la Alianza.
La Alianza gobierna el sistema estelar a través de una organización de planetas "centrales", siguiendo su éxito en unificar forzosamente todas las colonias bajo un único gobierno para mantener la paz y el control de las rutas comerciales, ellos llegaron del sistema solar y el planeta Tierra, escapando de la contaminación ambiental, el cambio climático y la guerra, después de un largo viaje por el espacio de múltiples generaciones, hasta encontrar un sistema planetario en el Universo que era parecido al de la Tierra. 
Los planetas centrales del sistema estelar están bajo el firme control de la Alianza, son modernos, ordenados y limpios, pero los planetas externos, fronterizos y las lunas que orbitan los planetas lejanos, asemejan el oeste estadounidense del siglo XIX, con poca autoridad gubernamental, ambientes desérticos, violencia, falta de presencia del gobierno y la ley. 
Los colonos y refugiados en los mundos fronterizos ("afuera en la negrura" o "yendo a la negrura") tienen relativa libertad del gobierno central, pero faltan las comodidades de la civilización tecnológicamente avanzada que existe en los mundos interiores bajo el control de la Alianza, las áreas fronterizas son violentas y están pobladas con Reaver, una errante raza caníbal de salvajes seres primitivos y violentos, que provocan el caos en esa región.
River Tam y su hermano Simon abordan la nave como pasajeros, sobornando al capitán para escapar del control de la Alianza. River fue una niña prodigio diseñada por ingeniería genética cuya mente fue sometida a experimentos para el control mental de la población y así lograr que la Alianza tenga más poder sobre todos los planetas del sistema estelar, que logra escapar del laboratorio del hospital donde está internada con la ayuda de su hermano. 
Como resultado de los experimentos y las drogas experimentales, muestra esquizofrenia y a menudo oye voces, pero puede leer la mente de otras personas, descubrir lo que esconden y tener visiones del futuro inmediato. Se revela más tarde que es una "lectora", alguien que posee habilidades psíquicas. Su hermano Simon abandonó una carrera de gran éxito como cirujano de urgencias de un hospital en uno de los planetas interiores del sistema solar, para rescatarla del gobierno de la Alianza y como resultado de este rescate, ambos se convierten en criminales buscados por el gobierno de la Alianza en los planetas centrales. 
Ellos se unen a la tripulación como un pasajero de pago con River a bordo como carga de contrabando, para escapar del control de la Alianza y buscar más seguridad en los planetas exteriores del sistema estelar, donde la Alianza no tiene mayor influencia. Son planetas abandonados, desérticos y en los que se realizan actividades de robos, asaltos y estafas para sobrevivir. Al mismo tiempo las autoridades de la Alianza los buscan para capturarlos entre los diferentes planetas, tratar de recuperar a River para continuar con sus experimentos y aumentar el control sobre el sistema planetario.

## Reparto
- Nathan Fillion como Malcolm "Mal" Reynolds.
- Ron Glass como el Pastor Derrial Book.
- Summer Glau como River Tam.
- Gina Torres como Zoë Alleyne Washburne.
- Alan Tudyk como Hoban Washburne.
- Morena Baccarin como Inara Serra.
- Adam Baldwin como Jayne Cobb.
- Jewel Staite como Kaylee Frye.
- Sean Maher como el Dr. Simon Tam
- Chiwetel Ejiofor como The Operative.
- David Krumholtz como Mr. Universe

## Producción
Cuando la serie Firefly fue cancelada en el transcurso de su única temporada por la propia cadena de televisión, la Fox, al no tener los niveles de audiencia deseados, su creador, Joss Whedon, creyendo firmemente en su proyecto luchó con éxito por llevarla al cine, ayudado por el enorme éxito de ventas en DVD de la serie, que se convirtió así en una serie de culto. De esa manera la película fue creada.

## Recepción
La película fue avalada por el público y la crítica estadounidense, pero no fue bien acogida en España.